# Xanthorhoe orophyloides
Xanthorhoe orophyloides là một loài bướm đêm trong họ Geometridae.